# Ludwig Cretzschmar
Eberhard Ludwig Cretzschmar (* 1. Juli 1792 in Sulzbach; † 10. Oktober 1862 in Rödelheim) war ein deutscher Gutsbesitzer, hessischer Politiker und Abgeordneter der 2. Kammer der Landstände des Großherzogtums Hessen.
Ludwig Cretzschmar war der Sohn des Pfarrers Otto Cretzschmar (1743–1818) und dessen zweiter Ehefrau Anna Katharina, geborene Eberhard. Cretzschmar, der evangelischen Glaubens war, war Gutsbesitzer und Müller in Sulzbach und heiratete Maria Christina geborene Lamprecht.
Von 1847 bis 1856 gehörte er der Zweiten Kammer der Landstände an. Er wurde für den Wahlbezirk Oberhessen 9/Okarben-Vilbel gewählt. Er war Bürgermeister von Rödelheim. 1848 war er Mitglied des Vorparlaments.